# Bíró Vilmos
Bíró Vilmos (Pécs, 1937. január 2. – 2022. november 10.) a Magyar Tudományos Akadémia doktora, a Pécsi Orvostudományi Egyetem Traumatológiai Önálló Osztályának volt intézetvezetője, majd a Debreceni Egyetem Általános Orvostudományi Kar Traumatológiai és Kézsebészeti Tanszék nyugalmazott tanszékvezető egyetemi tanára, a Magyar Traumatológus Társaság volt elnöke, a Traumatológiai Szakmai Kollégiumnak, valamint a Magyar Tudományos Akadémia II. sz. Klinikai Bizottságának, továbbá a Nemzetközi Ortopéd-Traumatológus Társaság (SICOT) és az Osztrák Baleseti Társaság (ÖGU) volt taga, és számos kitüntetés, többek között a Magyar Traumatológus Társaság 2004. évi Lumniczer Sándor életműdíj birtokosa.

## Tanulmányai
A Pannonhalmi Szent Benedek Rendi Gimnáziumban végzett kitűnő eredménnyel, 1955-ben. A Pécsi Orvostudományi Egyetemre csak egy évvel később vették fel az akkori politikai irányelvek miatt (Orvos édesapa, egyházi gimnázium!). Itt 1962-ben szerzett diplomát.

## Munkahelyei
A Kaposvári Megyei Kórházban 1962-ben kezdett dolgozni. 1970-től a Pécsi Orvostudományi Egyetem I. sz. Sebészeti Klinika Traumatológiai Osztályán, majd jogutódján a Traumatológiai Önálló Osztályon dolgozott, 1990-től mint intézetvezető. 1993-tól a Debreceni Orvostudományi Egyetem Traumatológiai Tanszékének tanszékvezetői egyetemi tanára volt. 2002-ben tanszékvezetői megbízatása – a törvény értelmében – megszűnt, de társprofesszorként tovább dolgozott, nyugdíjba vonulásáig 2007-ig. Ezen idő óta nyugállományban van és családjához költözött, Pécsre. Továbbra is bekapcsolódik a hazai traumatológiai és kézsebészeti tudományos életbe.

## Eredményei
Szakvizsgát szerzett általános sebészetből, baleseti sebészetből, kézsebészetből, mellkassebészetből és plasztikai sebészetből. 1977-óta az orvostudományok kandidátusa. 1987-ben a Magyar Tudományos Akadémia doktora volt. 2002–2003 között a Magyar Traumatológus Társaság elnöke volt. Három szakkönyv, egy egyetemi jegyzet és több mint 180 tudományos publikáció szerzője. Kutatási területei a kézsérülések utáni mozgásfunkciók javítása, valamint a csonttörések és ficamok kezelési eredményeinek javítása.

## Művei
- Kézsérülésekről röviden – Algoritmusokban és képekben (Melinda Kiadó, Budapest, 2004) ISBN 963858226X
- Kézműtétek színes atlasza (Medicina Kiadó, Budapest, 2006) ISBN 9632260538
- Kézsérülések ügyeletben. A sürgősségi ellátás képes zsebkönyve (Medicina Kiadó, Budapest, 2013) [Nyárády Józseffel közösen]. ISBN 9789632264301
- Válogatott fejezetek a kézsebészet tárgyköréből. Ín-és idegsérülések. Segédanyag a kézsebészeti szakvizsgához (egyetemi jegyzet, PTE ÁOK, Pécs, 2010)